# Vit stjälkröksvamp
Vit stjälkröksvamp (Tulostoma niveum) är en svampart som beskrevs av Lars Erik Kers 1978. Enligt Catalogue of Life ingår Vit stjälkröksvamp i släktet Tulostoma,  och familjen Agaricaceae, men enligt Dyntaxa är tillhörigheten istället släktet Tulostoma,  och familjen stjälkröksvampar. Arten är reproducerande i Sverige. Inga underarter finns listade i Catalogue of Life.